# 鄭寀
郑寀（1187年—1249年），字载伯，一字伯亮，号北山，福建福安人，南宋官员。《宋史》有传。

## 生平
在隆兴府任推官时，执法公正，不畏权贵。宋理宗时（1225年－1264年），历任秘书省正字、校书郎、著作郎，累擢右正言兼侍讲、殿中侍御史。先后劾罢王瓒、龚基先、胡清献等人。迁侍御史，疏论朝廷滥赏之弊。后任端明殿学士。淳祐七年（1247年），除同签书枢密院事，被监察御史陈求鲁劾罢。